# Eulichas uniformis
Eulichas uniformis is een keversoort uit de familie Eulichadidae. De wetenschappelijke naam van de soort is voor het eerst geldig gepubliceerd in 1911 door Pic.